# Il capitano Maria
Il capitano Maria è una serie televisiva italiana diretta da Andrea Porporati, trasmessa in prima visione su Rai 1 nel 2018.

## Trama
A distanza di dieci anni, il capitano dei Carabinieri Maria Guerra fa finalmente ritorno nella sua città d'origine, Trani in Puglia. Una scelta non certo dettata dalla carriera, lascia infatti Roma a causa della sua irrequieta figlia diciottenne, Luce, finita in un giro di amicizie sbagliate. Maria spera che l'impegno più limitato di un comando di provincia le lasci finalmente il giusto spazio per fare da madre sia a Luce che a Riccardo, il figlio più piccolo. Ma a convincere la donna c'è anche una motivazione più profonda: dieci anni prima, in quella città, suo marito, un magistrato del tribunale dei minori, ha perso la vita. Maria è convinta che non si sia trattato di un incidente, ma che la morte del marito nasconda qualcosa e vuole andare fino in fondo. 
La promessa di una vita più tranquilla, però, verrà subito tradita. Fin dal primo giorno di lavoro il capitano Guerra dovrà affrontare la mafia pugliese, che fa affari con la "Nordik Handling", una società multinazionale (guidata dal leader conosciuto come lo Svedese) che governa i traffici inconfessabili che avvengono nel porto, il più grande hub per container del Mediterraneo. Traffici che sono alla base di tutto, anche dell'attentato del primo giorno di scuola, e che potrebbe mettere in pericolo la vita dei suoi figli e di altri bambini.

## Episodi
| n° | Quattro episodi | Prima TV       |
| -- | --------------- | -------------- |
| 1  | Episodio 1      | 7 maggio 2018  |
| 2  | Episodio 2      | 14 maggio 2018 |
| 3  | Episodio 3      | 21 maggio 2018 |
| 4  | Episodio 4      | 22 maggio 2018 |

## Luoghi delle riprese
La serie è stata girata a Trani e Bari e in numerose località della Puglia: Trani, Bari, Gravina in Puglia, Ruvo di Puglia, Acquaviva delle Fonti,  Castellana Grotte e Manfredonia; tra novembre 2016 e febbraio 2017.
La caserma nella quale presta servizio Maria Guerra è la Caserma Chiaffredo Bergia di Bari situata sul Lungomare Nazario Sauro.
L'abitazione di Maria è situata all'attico dell'Hotel Ognissanti, che si affaccia sul porto di Trani, a lato della Chiesa di Ognissanti.